# Lecania tabescens
Lecania tabescens är en tvåvingeart som beskrevs av Camillo Rondani 1875. Lecania tabescens ingår i släktet Lecania och familjen rovflugor. Inga underarter finns listade i Catalogue of Life.